# Chief Minister von Montserrat

Wappen von Montserrat

Der Chief Minister von Montserrat war der Regierungschef des britischen Überseegebiets Montserrat. Gemäß Artikel 11 des Montserrat Constitution Order von 1989 ernannte der Gouverneur von Montserrat als Vertreter der britischen Königin aus den Abgeordneten des gewählten Parlaments denjenigen als Chief Minister, der seiner Meinung nach das meiste Vertrauen der Abgeordneten genoss. Dies war zumeist der Parteivorsitzende der Partei, die die Mehrheit im Parlament stellte. Erster Chief Minister der Insel war William Henry Bramble von 1960 bis 1970.
Am 13. Oktober 2010 unterschrieb die Queen den The Montserrat Constitution Order 2010, der eine überarbeitete Version des Beschlusses von 1989 darstellt und diesen ersetzte. Der neue Beschluss sah unter anderem vor, den Posten des „Chief Minister“ in „Premier“ umzubenennen. Erster Premier von Montserrat wurde Reuben Meade, der zum Zeitpunkt des Inkrafttretens amtierte und ab 2011 den neuen Titel trug.

## Liste der Chief Minister von Montserrat
| Name                    | Amtszeit           | Amtszeit           | Partei                             | Partei |
| Name                    | von                | bis                | Partei                             | Partei |
| ----------------------- | ------------------ | ------------------ | ---------------------------------- | ------ |
| William Henry Bramble   | Januar 1960        | Dezember 1970      | Montserrat Labour Party            |        |
| Percival Austin Bramble | Dezember 1970      | November 1978      | Progressive Democratic Party       |        |
| John Alfred Osborne     | November 1978      | 10. Oktober 1991   | People’s Liberation Movement       |        |
| Reuben Meade            | 10. Oktober 1991   | 13. November 1996  | National Progressive Party         |        |
| Bertrand Osborne        | 13. November 1996  | 22. August 1997    | People’s Progressive Alliance      |        |
| David Brandt            | 22. August 1997    | 5. April 2001      | unabhängig                         |        |
| John Alfred Osborne     | 5. April 2001      | 2. Juni 2006       | New People’s Liberation Movement   |        |
| Lowell Lewis            | 2. Juni 2006       | 10. September 2009 | Montserrat Democratic Party        |        |
| Reuben Meade            | 10. September 2009 | 27. September 2011 | Movement for Change and Prosperity |        |